# John L. Fuller
John Langworthy Fuller (* 22. Juli 1910 in Brandon, Vermont; † 8. Juni 1992 in Cambridge, Massachusetts) war ein US-amerikanischer Biologe und einer der Pioniere auf dem Gebiet der Verhaltensgenetik. Ab 1947 forschte er am Jackson Laboratory in Bar Harbor (Maine). 1970 wurde er auf eine Professur im Fachgebiet Psychologie an der Binghamton University in New York berufen, die er bis zu seiner Pensionierung im Dezember 1977 inne behielt.

## Leben
John Fuller entstammte sowohl seitens der Mutter als auch des Vaters einer Familie, die ihre Wurzeln bis in die Frühzeit der Besiedelung Nordamerikas durch europäische Einwanderer zurückführen konnte: Er war ein direkter Nachkomme von Samuel Fuller, einem Passagier der Mayflower, und der Stammbaum der Mutter reichte zurück bis zur Landung von Andrew Langworthy auf Rhode Island im Jahr 1642. John Fuller war das älteste von vier Kindern seiner Eltern, sein Vater leitete anfangs eine High School und war ab 1926 Aufsichtsbeamter (superintendent) im lokalen Schulwesen von New Hampshire, seine Mutter kümmerte sich um Haushalt und Kinder. 1913 zog die Familie von Brandon nach Hardwick (Vermont), 1920 nach Lancaster (New Hampshire) und 1926 nach North Conway (New Hampshire).
Nach dem Abschluss der High School bewarb Fuller sich 1926 um ein Stipendium an der Yale University, wo sein Vater 1898 sein Lehrerexamen absolviert hatte, konnte aber an den Aufnahmeprüfungen nicht teilnehmen, weil er im Krankenhaus an den Folgen einer Streptokokken-Sepsis behandelt wurde. Deshalb nahm er ein Angebot vom Bates College in Lewiston (Maine) an, wo er Biologie mit den Schwerpunkten Anatomie und Systematik der Tiere sowie Botanik studierte. Nach der Abschlussprüfung wurde er 1931 von einem Alumnus des Bates Colleges, der mittlerweile Professor am Massachusetts Institute of Technology (MIT) war, eingeladen, sich als wissenschaftlicher Mitarbeiter für ein akademisches Programm am MIT zu bewerben, das damals schwerpunktmäßig Themen aus dem Bereich des öffentlichen Gesundheitswesens und der Nahrungsmitteltechnologien erforschte. Am MIT studierte er unter anderem Bakteriologie, Physiologie und Biochemie, unterrichtete Biologie und Physiologie, wurde Mitglied von Phi Beta Kappa und lernte seine spätere Ehefrau Ruth Parsons kennen. Da er mit seiner Assistentenstelle einem Biologie-Professor zugeordnet war, der sich speziell für landlebende Asseln interessierte, widmete Fuller seine 1935 fertiggestellte Dissertation den 15 in der US-Region New England vorkommenden Landasseln. Im gleichen Jahr wechselte er vom MIT auf einen besser bezahlten Jahresvertrag am Sarah Lawrence College, danach auf eine befristete Halbtagsstelle an der Clark University, einen Sommerjob im New Hampshire Fish and Game Departement und 1937 schließlich auf eine unbefristete Assistenten-Stelle im Fachgebiet Zoologie der University of Maine in Orono, zu deren Aufgaben Vorlesungen für Physiologie und allgemeine Zoologie sowie im Sommer limnologische Studien gehörten. Während des Zweiten Weltkriegs wurde er zudem als Koordinator für ein Programm zur Ausbildung von Krankenpflegerinnen eingesetzt.
Als er 1946 von einem Förderprogramm der Rockefeller-Stiftung für Forschungsvorhaben aus dem Gebiet der Verhaltensgenetik erfuhr, bewarb Fuller sich erfolgreich für ein Stipendium, da er im Verlauf der Jahre festgestellt hatte, „dass mein Interesse am Organismus als Ganzem größer war als an der Physiologie der Zellen oder der Organe“. Den Sommer 1946 verbrachte er daraufhin in der Hamilton Station, einer Außenstelle des Jackson Laboratory, wo damals unter anderem Experimente mit Haushunden unterschiedlicher Rassen über den Zusammenhang von Verhalten und endokrinen Reaktionen durchgeführt wurden. Anfang 1947 wurde ihm eine Stelle im Jackson Laboratory angeboten, die er annahm, nach Bar Harbor umzog und dort bis 1970 tätig blieb. In diesem Jahr folgte er dem Angebot, einen Lehrstuhl für Psychologie an der Binghamton University zu übernehmen, den er bis Ende 1977 besetzte.
John Fuller war 57 Jahre mit seiner Frau Ruth verheiratet, die 1989 verstarb. Er selbst erlag 1992 den Folgen seiner Alzheimer-Krankheit; auf ihren Wunsch hin wurden beide in Bar Harbor, Maine, bestattet. Das Paar hinterließ zwei Töchter und einen Sohn.

## Forschung
Das erste Forschungsprojekt im Jackson Laboratory war zehn Jahre lang der Entwicklungsbiologie und der Genetik des Verhaltens von Haushunden gewidmet: Die Individuen von fünf Hunderassen (Basenji, Beagle, Cockerspaniel, Shetland Sheepdog und Drahthaar-Foxterrier) wurden von der Geburt an bis zum 1. Geburtstag anhand zahlreicher standardisierter Tests untereinander verglichen, ferner Hybriden von Cockerspaniel und Basenji, so dass sowohl Aussagen über die Ontogenese als auch über die Vererbbarkeit ihres Verhaltens möglich wurden. Zusammen mit Literaturstudien zur Stammesgeschichte der Haushunde und einem Vergleich von Hunden und Wölfen gingen die Erkenntnisse dieser Langzeitstudie 1965 ein in das Buch Genetics and the Social Behavior of the Dog. Ein zweites Forschungsthema waren ab Ende der 1950er-Jahre Kaspar-Hauser-Versuche an jungen Hunden, mit dem Ziel, zu erkunden, ob erzwungene Vereinzelung im Alter von drei bis 15 Wochen das Sozialverhalten im Erwachsenenalter verändert. Festgestellt wurde eine Entwicklungsretardierung, die jedoch bis zur Geschlechtsreife verloren ging. Ferner wurde der Einfluss von Chlorpromazin auf das Verhalten von jungen Hunden und von Mäusen getestet; dieser Substanz wurde damals eine beruhigende Wirkung für hyperaktive Kinder zugeschrieben.
Neben der Hundehaltung verfügte das Jackson Laboratory auch über eine umfangreiche Zucht von Labormäusen, darunter die Zuchtlinie C57BL, deren Individuen bekannt sind für ihre Neigung zu tonisch-klonischen Krampfanfällen, verursacht durch extrem laute Geräusche. Vom Verständnis der genetischen Grundlagen dieser Neigung versprach man sich damals Erkenntnisse über die Voraussetzungen für einen epileptischen Anfall beim Menschen, und man nutzte solche Zuchtlinien auch zur Erprobung von Antiepileptika. Andere genetische Experimente galten dem Verständnis der Vererbbarkeit einer Neigung zum Alkoholismus bei Mäusen, auch diese Untersuchungen fanden statt vor dem Hintergrund vermuteter Zusammenhänge beim Menschen. Weitere Grundlagenforschung führte Fuller u. a. zur Genetik der Nahrungsaufnahme durch.

## Schriften (Auswahl)
- Nature and Nurture: A Modern Synthesis. Doubleday, Garden City, New York 1954, Volltext (PDF).
- mit William Robert Thompson: Behavior Genetics. John Wiley & Sons, New York und London 1960, Volltext (PDF).
- mit John Paul Scott: Genetics and the Social Behavior of the Dog. University of Chicago Press, Chicago und London 1965, Volltext der unveränderten Neuausgabe von 1974.
- mit William Robert Thompson: Foundations of Behavior genetics. C.V. Mosby, Saint Louis 1979, Volltext (PDF).
- Psychology and genetics: A happy marriage? In: Canadian Psychology. Band 23, Nr. 1, 1982, S. 11–21, doi:10.1037/h0081227.
- mit Edward C. Simmel (Hrsg.): Behavior Genetics. Principles and Applications. Lawrence Erlbaum, Hillsdale und London 1983, Volltext (PDF).
- mit Edward C. Simmel (Hrsg.): Perspectives in Behavior Genetics. Lawrence Erlbaum, Hillsdale und London 1986, Volltext (PDF).

## Belege
1. ↑  Norman D. Henderson: John Langworthy Fuller (1910–1992). In: Behavior Genetics. Band 23, Nr. 2, 1993, S. 109–111, doi:10.1007/BF01067413, Volltext (PDF).
2. ↑  John Langworthy Fuller: Of Dogs, Mice, People, and Me. In: Donald A. Dewsbury: Studying Animal Behavior. University of Chicago Press, Chicago / London 1985, S. 93, ISBN 0-226-14410-0.
3. ↑  John L. Fuller: A comparison of the physiology, ecology and distribution of some New England woodlice. Dissertation, Massachusetts Institute of Technology, 1935.
4. ↑  John Langworthy Fuller: Of Dogs, Mice, People, and Me. S. 98.
5. ↑  Norman D. Henderson: John Langworthy Fuller (1910–1992). S. 111.
6. ↑  John L. Fuller: Experimental Deprivation and Later Behavior. In: Science. Band 158, Nr. 3809, 1967, S. 1645–1652, doi:10.1126/science.158.3809.1645.
7. ↑  John L. Fuller, Lincoln D. Clark und Marcus B. Waller: Effects of chlorpromazine upon psychological development in the puppy. In: Psychopharmacologia. Band 1, Nr. 5, 1960, S. 393–407, doi:10.1007/BF00441187.
8. ↑  John L. Fuller: Strain differences in the effects of chlorpromazine and chlordiazepoxide upon active and passive avoidance in mice. In: Psychopharmacologia. Band 16, Nr. 4, 1970, S. 261–271, doi:10.1007/BF00404732.
9. ↑  John L. Fuller und Robert L. Collins: Genetics of audiogenic seizures in mice: a parable for psychiatrists. In: Seminars in Psychiatry. Band 2, Nr. 1, 1970, S. 75–88.
10. ↑  John L. Fuller: Measurement of alcohol preference in genetic experiments. In: Journal of Comparative and Physiological Psychology. Band 57, Nr. 1, 1964, S. 85–88., doi:10.1037/h0043100.
11. ↑  John L. Fuller: Genetic aspects of regulation of food intake. In: Advances in Psychosomatic Medicine. Band 7, 1972, S. 2–24, doi:10.1159/000393291.

| Personendaten    | Personendaten                                     |
| ---------------- | ------------------------------------------------- |
| NAME             | Fuller, John L.                                   |
| ALTERNATIVNAMEN  | Fuller, John Langworthy                           |
| KURZBESCHREIBUNG | US-amerikanischer Biologe und Verhaltensgenetiker |
| GEBURTSDATUM     | 22. Juli 1910                                     |
| GEBURTSORT       | Brandon (Vermont)                                 |
| STERBEDATUM      | 8. Juni 1992                                      |
| STERBEORT        | Cambridge (Massachusetts)                         |